# Dalmatinka (tvornica)
Dalmatinka je bila tvornica i predionica konca osnovana poslije Drugoga svjetskog rata u Sinju, koji dotad nije imao tradiciju industrijske proizvodnje. Tvornica je značajno promijenila gospodarsku, socijalnu i kulturnu sliku Sinjskog kraja. Više od 80 % radne snage činile su žene.
Industrijski kompleks tvornice smatra se značajnim ostvarenjem moderne arhitekture razdoblja socijalizma 1950-ih i 1960-ih.
Odluka o izgradnji tvornice donesena je 1946. godine, u okviru prvoga petoljetnog razvojnog plana. Za gradnju Dalmatinke zaslužan je tadašnji gradonačelnik Vice Buljan koji je iskoristio svoj položaj u Komunističkoj partiji, a bio je članom AVNOJ-a i ZAVNOH-a, kako bi tvornicu koja se trebala graditi u susjednome Livnu doveo u Sinj. Industrijski kompleks izgrađen je na rubu Sinjskoga polja između 1950. i 1952. godine prema projektu zagrebačkog arhitekta Lavoslava Horvata i drugih projektanata Arhitektonskoga projektnog zavoda. Tvornicu površine 30 000 m2 gradila je Industrogradnja iz Zagreba, poslije i Konstruktor iz Splita. Od otvaranja 1952. godine u tvornici se proizvodilo češljano pamučno predivo, a od 1954. upogonjeni su končara, bojadisaonica, polirnica i konfekcija.
Tvornica je u početku zapošljavala oko 150 radnika. Većina strojeva bila je uvezena iz Velike Britanije. Zahvaljujući entuzijazmu i pokazanim sposobnostima radnici Dalmatinke brzo su od engleskih tehničara preuzeli poslove montaže strojeva, što je doprinijelo bržem početku proizvodnje, kao i održavanju mehanizacije u vrijeme proizvodnje. Poslije su strojevi sa suvremenijom tehnologijom uvezeni iz Savezne Republike Njemačke, Švicarske, Italije i Švedske, dok su se strojevi za pomoćne djelatnosti proizvodili uglavnom u Jugoslaviji. Od 1965. godine Dalmatinka je višekratno rekonstruirana, proširujući proizvodne kapacitete i uvodeći suvremenu tehnologiju. U tom je razdoblju dopunjena proizvodnja pamučnog konca čistim sintetičkim koncem, a Dalmatinka je postala prva tvornica u SFR Jugoslaviji koja je proizvodila sintetički konac. Godine 1973. dograđena je istočna zgrada bojadisnice, a 1976. godine sjeverni dio tvorničkog sklopa. Krajem 1977. godine dodani su novi proizvodni kapaciteti, čime je proizvodnja šivaćeg konca narasla za 36 %, a izgrađen je i radnički restoran s kuhinjom. Pamuk za proizvodnju konca uvozio se iz Egipta, a ponešto i iz Sudana. Među istaknutim proizvodima Dalmatinke bili su konac Alkar, dosta korišten u obućarskoj industriji, i konac Zlata, koji se koristio u kemijskoj, cementnoj i prehrambenoj industriji za šivanje ambalaže.
Tvornica je otpočetka ulagala u osposobljavanje kadra, šaljući radnike na usavršavanje u tekstilne tvornice u Dugu Resu, Maribor, Kranj i druga mjesta, a manji dio i u Veliku Britaniju. Radnici prve generacije većinom su bili nepismeni pa su pokrenuti tečajevi opismenjavanja, na koje su radnici poticani i povećanjem plaća ovisno o obrazovanju. Industrijska tekstilna škola osnovana je u Sinju 1954. godine, a večernja škola za tekstilne majstore 1959. godine. U sklopu tvornice 1960. godine pokrenut je Tvornički centar za stručno obrazovanje radnika.
Kako bi se smanjio gubitak od pamučnog otpada koji je tvornica stvarala, u Vrlici je 1960. godine pokrenuta Predionica pamučnih otpadaka, zapošljavajući oko 70 radnika.
Početkom 1980-ih tvornica je zapošljavala 2750 radnika i godišnje proizvodila oko 3600 tona konca, od čega se trećina izvozila, najviše u Sovjetski Savez, Iran, Burmu, Saveznu Republiku Njemačku, Siriju, Jordan, Alžir, Belgiju, Italiju i Dansku. Na vrhuncu je Dalmatinka bila vodeći proizvođač konca za šivanje u srednjoj Europi, opskrbljujući jugoslavensku tekstilnu industriju sa 60 % šivaćeg konca i 15 % češljanog pamučnog prediva.
Dalmatinka je utjecala i na modernizaciju Sinja i Cetinske krajine, pretvorbom pretežno agrarnog područja u industrijsko središte. Tvornica je provodila politiku stambenog zbrinjavanja radnika, što je uvelike utjecalo na urbanizaciju Sinja. Do 1981. godine izgrađena su 224 stana i 18 samačkih soba, a brojni su radnici izgradili obiteljske kuće zahvaljujući povoljnim kreditima. Dalmatinka je 1952./53. godine financirala izgradnju gradskog olimpijskog bazena s dječjim bazenom i pratećim sportskim i društvenim sadržajima, također prema projektu Lavoslava Horvata. Tvornica je imala odmarališta za radnike u Strožancu i na obližnjem Perućkom jezeru. Smatra se i da je zahvaljujući politikama obrazovanja, zdravstvene skrbi i aktivnog provođenja slobodnog vremena Dalmatinka uvelike utjecala na emancipaciju žena sinjskoga kraja: u početku je odlazak od kuće za žene bio velika promjena, koju je tradicionalna okolina smatrala nemoralnom i nije ju blagonaklono prihvaćala.
Dalmatinka je bila osnivač Radničkog sportskog društva Tekstilac s nogometnom (NK Tekstilac), košarkaškom, kuglačkom i stolnotenisačkom sekcijom, kao i Kulturnoumjetničkog društva Alkar s folklornom i tamburaškom sekcijom. Tvornica je za svoje radnike imala liječničke i stomatološke ambulante. Sami su radnici od 1969. do 1987. godine, s prekidima, uređivali tvorničke novine; sadržajno su one upotpunjavale »konstrukciju figure socijalističkog čovjeka«, a tvornica je, sukladno dobu, funkcionirala kao inkubator njegova napretka.
U 1980-ima dolazi do velikih globalnih promjena, za kojima slijede i domaće: zbog velike potražnje za pamukom na tržištu se pojavljuje sirovina manje kvalitete, koju tvornica zbog pada kupovne moći jedino može priuštiti; slijedi prelazak na rad s poluproizvodom, čime se ukida cjelovitost proizvodnog procesa. Tvornica gubi svoje najveće tržište Sovjetskog Saveza i teško prati naglo otvaranje globalnom kapitalističkom tržištu.
Po raspadu SFR Jugoslavije, ratnih 1990-ih dolazi do značajnog smanjenja proizvodnje i broja radnika. Privatizacija je provedena tijekom Domovinskog rata 1993. godine. Stečaj je proglašen 2001. godine kada je Dalmatinka imala 860 radnika, dok je 1991. godine imala oko 2250 zaposlenih. S obećanjem modernizacije i pokretanja proizvodnje 2004. godine Dalmatinku je kupilo talijansko poduzeće La Distributrice. Uz višegodišnje probleme s neisplatom plaća, 2009. godine sva je proizvodnja prestala i poduzeće je otišlo u stečaj.
Tvornički kompleks Dalmatinke danas je opustošen. U lokalnoj zajednici postoji nostalgičan pogled na tvornicu i želja za očuvanjem kolektivnog sjećanja.
- Pogoni tvornice 1950-ih/1960-ih

## Vanjske poveznice
|  | Zajednički poslužitelj ima još gradiva o temi Dalmatinka Sinj |

- Izložba Što je nama naša Dalmatinka dala. Projekt Skrojene budućnosti. 2017.
- Blackmore Evans, Jill. The Ghosts of Croatia’s Abandoned Thread Factory Dalmatinka by Nada Maleš (engleski). format.com
- Dalmatinka. Revival (engleski). Interreg Italy – Croatia